# Кароліна (Ґродзиський повіт)
Кароліна (пол. Karolina) — село в Польщі, у гміні Баранув Ґродзиського повіту Мазовецького воєводства.
Населення — 105 осіб (2011).
У 1975-1998 роках село належало до Скерневицького воєводства.

## Демографія
Демографічна структура станом на 31 березня 2011 року:
|          | Загалом | Допрацездатний вік | Працездатний вік | Постпрацездатний вік |
| -------- | ------- | ------------------ | ---------------- | -------------------- |
| Чоловіки | 52      | 15                 | 26               | 11                   |
| Жінки    | 53      | 18                 | 21               | 14                   |
| Разом    | 105     | 33                 | 47               | 25                   |